# Copenhagen flowers
Copenhagen flowers er en eksperimentalfilm instrueret af Hans-Henrik Jørgensen efter eget manuskript.

## Handling
I en af storbyens oaser skinner solen på de smukkeste blomster. En mild brise fra Øresund varsler om pludselig forandring.